# Tom Pintens
Tom Pintens (Antwerpen, 14 november 1974 – 4 augustus 2023) was een Belgische zanger, gitarist en pianist. Hij speelde bij de groepen Het Zesde Metaal, Roosbeef en Zita Swoon en bracht ook soloalbums uit.

## Levensloop
Hij studeerde aan het conservatorium van Antwerpen en had aanvankelijk vooral interesse voor klassieke muziek. In het begin van de jaren '90 richtte hij de band Flowers for Breakfast op met Tine Reymer. In 1994 ontmoette hij Stef Kamil Carlens en voegde hij zich bij A Beatband, dat later zou omgedoopt worden in Moondog Jr. Later maakte deze groep internationale furore onder de naam Zita Swoon. Daarnaast maakte hij tot en met 2002 deel uit van Think of One. 
In 2006 kregen hij en zijn toenmalige partner Ellen Schoenaerts een zoon. Ellen Schoenaerts was ook grotendeels verantwoordelijk voor de teksten op zijn soloalbums. 
In 2004 bracht hij met 2000 Monkeys een gelijknamig album uit. Tot op zekere hoogte kan 2000 Monkeys beschouwd worden als begeleidingsband bij Pintens' eerste album als zanger/songwriter. De band scoorde een radiohitje en toerde in 2014 langs verschillende middelgrote Vlaamse festivals. 
Sinds 2012 maakte Pintens deel uit van de vaste bezetting van Het Zesde Metaal. Hij werkte de laatste maanden van zijn leven nog mee aan hun album dat in het najaar van 2023 zal verschijnen. Daarnaast bracht Pintens drie (Nederlandstalige) albums uit. De bekendste single van de zanger is In Charleroi, van het album Winter maakt ons vrolijk. Tijdens optredens ter promotie van zijn eerste album speelde Pintens samen met Aarich Jespers en Mirko Banovic. Sinds Winter maakt ons vrolijk waren zij echter vervangen door Stijn Cole, Tijs Delbeke (Nightman), Bjorn Eriksson en Jeroen Stevens. Verder werkte hij in 2017 samen met Tamino aan het album Tamino. Hij was gastmuzikant op tal van platen en bij verschillende bands.
Ondertussen maakte gitarist en toetsenist Pintens ook faam als producer voor allerhande bands en projecten en schreef hij muziek voor film en theater zoals S van Guido Henderickx, Le Bal Masqué van Julien Vrebos en Kaatje is verdronken van Tom Van Dyck.
In 2014 werd hij opnieuw vader, dit keer van een zoon samen met zijn partner Laurence Roothooft. Met haar vormde hij de groep ELDERS. In december 2020 werd hun eerste single Leaves uitgebracht.
In de nacht van 3 op 4 augustus 2023 stierf Pintens ten gevolge van darmkanker. Hij werd 48 jaar oud. Het Antwerpse districtsbestuur besliste dat Pintens als postuum eerbetoon een rustplaats op het burgerlijk ereperk van begraafplaats Schoonselhof krijgt. In januari 2024 werd hem postuum een MIA voor beste muzikant toegekend.

## Discografie
- Tom Pintens (2007)
- Winter maakt ons vrolijk (2009)
- De oogst (2011)

- MusicBrainz: a78fee90-4d73-462e-a47a-5d2efe203d0c